# Letecká základna Hmímím
Letecká základna Hmímím (arabsky قاعدة حميميم الجوية‎, rusky Аэродром Хмеймим – Aerodrom Chmejmim) je ruská letecká základna vybudovaná v roce 2015 v těsném sousedství mezinárodního letiště Básila al-Asada 20 km jihovýchodně od největšího syrského přístavu Latákie. Mĕla sloužit jako strategické centrum ruské vojenské intervence v Sýrii na podporu režimu Bašára al-Asada. Její provoz byl zahájen 30. září 2015. V dalších letech ji Rusko dále rozšiřovalo. Operace ruského letectva z této základny měly zásadní podíl na oddálení kolapsu Asadova režimu, ke kterému však nakonec došlo v prosinci 2024.

## Zapojení základny do bojů

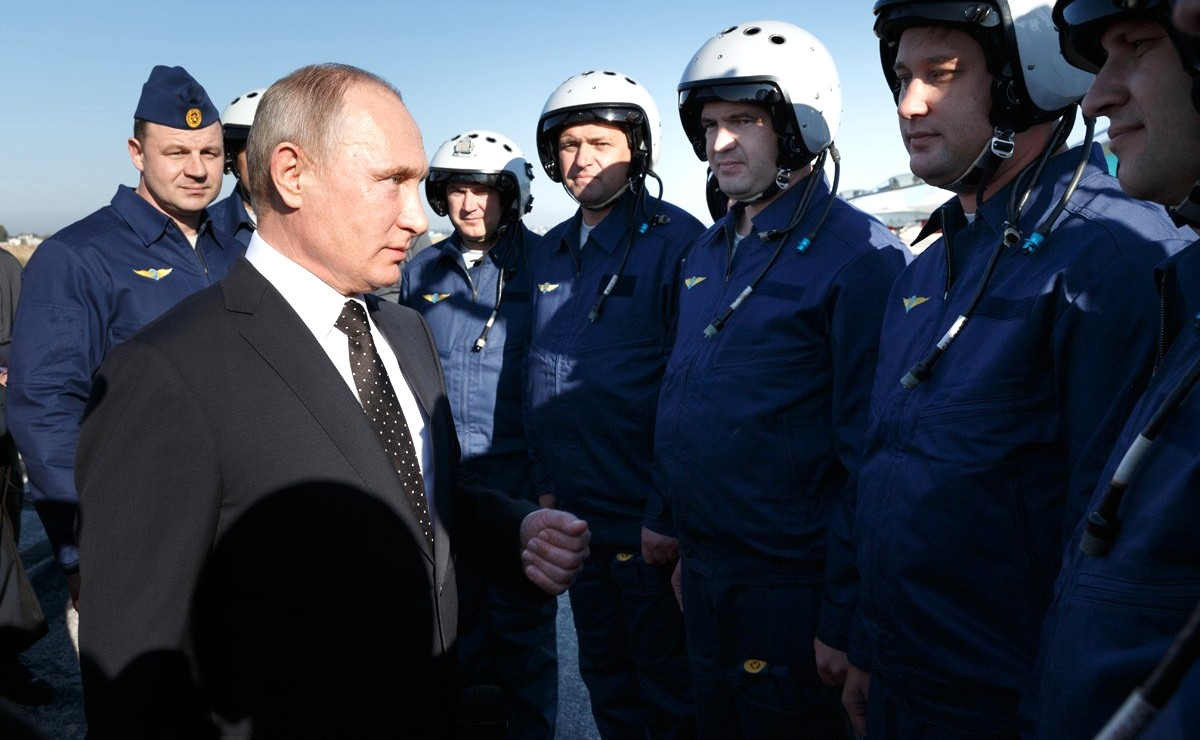
Vladimir Putin na základně s ruskými piloty (listopad 2017)

Ruské ozbrojené síly začaly základnu využívat od počátku jejich vojenské intervence do syrské občanské války v roce 2015. V září 2015 základnu napadli syrští povstalci pravděpodobně raketometem BM-21 Grad.
Ze základny startoval bombardér Suchoj Su-24, který byl 24. listopadu 2015 sestřelen tureckou stíhačkou. Bombardér dopadl 40 km severovýchodně od základny. V reakci na to bylo rozhodnuto instalovat protiletadlový systém S-400, který Rusku umožňuje kontrolu nad vzdušným prostorem od jižního Turecka po severní Izrael. Roku 2017 byl systém S-400 umístěn také v blízkosti města Masjaf.
V roce 2017 Rusko uzavřelo dohodu se Sýrií o pronájmu námořní základny v Tatrúsu a letecké základny Hmímím na 49 let. Obě základny měly pro Rusko velký strategický význam, přesahující oblast Sýrie a Středního východu. Obě zařízení byla důležitá pro podporu ruských aktivit v Africe, zejména Libyi.
Dne 6. března 2018 zde havarovalo letadlo An-26 a zemřelo všech 39 osob na palubě.
Na přelomu prosince 2017 a ledna 2018 byla základna vystavena nejméně dvěma útokům dronů, při nichž zahynulo několik členů personálu a byla poškozena nebo zničena řada letadel.
Od roku 2015 byla základna postupně rozšiřována. Roku 2017 byla zahájena obnova povrchu vzletových a přistávacích drah. Propojení obou vzletových drah vylepšilo vybudování tří nových pojezdových drah. V letech 2018–2019 byly vybudovány zpevněné kryty pro letadla. V roce 2021 média informovala o prodloužení jedné ze dvou vzletových a přistávacích drah.
Po pádu syrského Asadova režimu v prosinci 2024 Rusko začalo stahovat své síly ze Sýrie, včetně námořní základny v Tatrúsu a letecké základny Hmímím. Zároveň však deklarovalo svůj zájem na zachování vojenské přítomnosti v regionu.